# GRB 080319B
GRB 080319B는 감마선 폭발을 일으킨 천체로 우리 눈에 보인 유일한 감마선 폭발 천체이다. 극대 광도는 +5.8 등급으로, 30초 동안 지속되었으며, 1분 이상 +9.0등성 이상을 유지했다. 위치는 처녀자리와 사자자리 사이이다. 적색편이량은 0.937이다.